# Ивица Дачић — Премијер Србије
Ивица Дачић — Премијер Србије је политичка коалиција коју предводи Социјалистичка партија Србије.
Поред Социјалистичке партије Србије, коалицију чине и Јединствена Србија и Зелени Србије. Њене бивше чланице су Партија уједињених пензионера Србије и Комунистичка партија. Коалиција око СПС-а је део Влада Републике Србије од 2008. године, прво као члан коалиционе владе са Демократском странком, а од 2012. и са коалицијом око СНС-а.
Марко М. Милошевић, унук Слободана Милошевића и син Марка С. Милошевића, био је трећи на листи коалиције.

## Чланице
У следећој табели налазе се политичке странке које су учествовале на изборној листи „Ивица Дачић — Премијер Србије” на парламентарним изборима 2022. године.
| Назив | Назив                         | Назив | Вођа            | Основана | Идеологија                           | Политичка позиција | Чланство   | Народна скупштина |
| ----- | ----------------------------- | ----- | --------------- | -------- | ------------------------------------ | ------------------ | ---------- | ----------------- |
|       | Социјалистичка партија Србије | СПС   | Ивица Дачић     | 1990.    | социјалдемократија популизам         | леви центар        | 2008—данас | 12 / 250          |
|       | Јединствена Србија            | ЈС    | Драган Марковић | 2004     | национални конзервативизам популизам | десница            | 2008—данас | 5 / 250           |
|       | Зелени Србије                 | ЗС    | Иван Карић      | 2007.    | зелена политика                      | леви центар        | 2016—данас | 1 / 250           |

### Бивше чланице
| Назив | Назив                                | Назив | Вођа            | Основана | Идеологија                                 | Политичка позиција                         | Чланство   |
| ----- | ------------------------------------ | ----- | --------------- | -------- | ------------------------------------------ | ------------------------------------------ | ---------- |
|       | Партија уједињених пензионера Србије | ПУПС  | Милан Кркобабић | 2005.    | права пензионера друштвени конзервативизам | права пензионера друштвени конзервативизам | 2008—2016. |
|       | Комунистичка партија                 | ЈП    | Јошка Броз      | 2010.    | комунизам титоизам                         | крајња левица                              | 2016—2022. |

## Резултати на изборима

### Парламентарни избори
| Година | Вођа        | Назив                                        | Гласови | % од важећих | # мандата | Промена | Статус |
| ------ | ----------- | -------------------------------------------- | ------- | ------------ | --------- | ------- | ------ |
| 2008.  | Ивица Дачић | СПС—ПУПС—ЈС                                  | 313.896 | 7,58%        | 20 / 250  | 2       | влада  |
| 2012.  | Ивица Дачић | Ивица Дачић — СПС—ПУПС—ЈС                    | 567.689 | 14,51%       | 44 / 250  | 24      | влада  |
| 2014.  | Ивица Дачић | Ивица Дачић — СПС—ПУПС—ЈС                    | 484.607 | 13,49%       | 44 / 250  | 0       | влада  |
| 2016.  | Ивица Дачић | Ивица Дачић — СПС—ЈС — Драган Марковић Палма | 413.770 | 10,95%       | 29 / 250  | 15      | влада  |
| 2020.  | Ивица Дачић | Ивица Дачић — СПС—ЈС — Драган Марковић Палма | 334.333 | 10,38%       | 32 / 250  | 3       | влада  |
| 2022.  | Ивица Дачић | Ивица Дачић — Премијер Србије                | 433.241 | 11,77%       | 31 / 250  | 1       | влада  |
| 2023.  | Ивица Дачић | Ивица Дачић — Премијер Србије                | 249.916 | 6,73%        | 18 / 250  | 13      | влада  |